# Scogli Babugliaz
Gli scogli Babugliaz sono due isolotti vicino alla costa dalmata settentrionale, nel mare Adriatico, in Croazia. Assieme a Santa Giustina formano un gruppo di tre situati di fronte a alla città di Poschiane. Fanno parte dell'arcipelago zaratino. Amministrativamente appartengono al comune di Poschiane nella regione zaratina.
- Babuglia[3][4] o scoglio Malo[5][6] (in croato Babuljaš), chiamato anche "il piccolo"[5], essendo il minore dei tre isolotti. Si trova a 250 m[7] dalla costa. La sua superficie è di 7853 m²[2], la costa lunga 326 m[2] e l'altezza di 12 m[7] 43°54′16″N 15°29′55″E.
- Babuglia grande[3] o scoglio Santa Giustina[5][8] (Veli Školj), il maggiore, si trova a 320 m[7] dalla costa e 230 a sud-est di Babuglia. La sua superficie è di 0,055 km²[9], la costa lunga 0,88 km[9] e l'altezza di 27,2 m[7] 46°54′09″N 15°30′12″E.

## Isole adiacenti
- Santa Giustina
- Scogli Zovinzi, a sud-est.

### Cartografia
- (HR) Mappa topografica della Croazia 1:25000, su preglednik.arkod.hr. URL consultato il 27 febbraio 2017.
- G. Giani, Carta prospettiva delle Comuni censuarie della Dalmazia, foglio 6, 1839. Fondo Miscellanea cartografica catastale, Archivio di Stato di Trieste.
- Carta di cabottaggio del mare Adriatico, foglio VII, Milano, Istituto geografico militare, 1822-1824. URL consultato il 27 febbraio 2017 (archiviato dall'url originale il 13 aprile 2013).